# Новокамышенка
Новокамы́шенка — посёлок в Третьяковском районе Алтайского края. Входит в состав Екатерининского сельсовета.

## История
Основан в 1921 году. В 1928 году посёлок Ново-Камышенский состоял из 134 хозяйств, основное население — русские. В административном отношении являлся центром Ново-Камышенского сельсовета Змеиногорского района Рубцовского округа Сибирского края.

## Население
| 1926 | 1997 | 1998 | 1999 | 2000 | 2001 |
| ---- | ---- | ---- | ---- | ---- | ---- |
| 860  | ↘338 | ↘329 | ↗333 | ↘329 | ↘328 |
| 2002 | 2003 | 2004 | 2005 | 2006 | 2007 |
| ↗337 | ↗345 | ↘344 | ↗352 | ↗358 | ↘357 |
| 2008 | 2009 | 2010 | 2011 | 2012 | 2013 |
| ↘339 | ↘322 | ↘305 | →305 | ↘288 | ↘276 |

## Улицы
В посёлке имеются две улицы: Советская и Титова.